# Табір «Корал»: Дитинство Губки Боба
«Табір «Корал»: Дитинство Губки Боба» (англ. «Kamp Koral: SpongeBob's Under Years ») — спіноф мультсеріалу «Губка Боб Квадратні Штани», який оповідає про 10-річного Губку Боба і його пригоди в таборі «Корал».

## Сюжет
Молоді Губка Боб і його друзі проводять літо в таборі «Корал», що знаходиться в водоростевому лісі. Там вони ловлять медуз, розводять багаття і купаються в озері Юкімук.

## Виробництво
У жовтні 2018 року Браян Роббінс став новим президентом компанії «Nickelodeon». Другого дня на посаді Роббінс був присутній на анонсі нового 13 сезону мультсеріалу «Губка Боб Квадратні Штани». Це надихнуло його на створення різних власних ідей для спін-офів і нових персонажів, тому що Роббінсу не подобалося, що Губка Боб «завжди залишався одним і тим же».
14 лютого 2019 року «Nickelodeon» оголосив про створення ще одного мультсеріалу про Губку Боба. Браян Роббінс у цьому анонсі вважає, що «є можливість розповісти оригінальну історію Губки Боба і Патріка, або може бути, розповісти окрему історію про Сенді, або ж про Планктона».
4 червня 2019 року повідомили, що канал Nickelodeon замовив 13-серійний мультсеріал під робочою назвою «Kamp Koral».
У липні 2019 року почалося повноцінне виробництво спін-офу: художник з розкадрування Браян Моранте оголосив, що він почав розкадрування пілотного епізоду, а 23 серпня 2019 року виконавчий продюсер Вінсент Воллер підтвердив у Твіттері, що Ендрю Гудман пише сценарії для мультсеріалу.
У вересні 2019 року було оголошено, що мультсеріал планують показати у Великій Британії у серпні 2020 року. У січні 2020 року Вінсент Уоллер заявив, що у США він вийде приблизно в липні.
19 лютого 2020 року було підтверджено, що у Губки Боба і його друзів будуть ті ж актори озвучування, що і в оригінальному мультсеріалі, а також Карлос Алазракі і Кейт Хіггінс отримають ролі двох нових персонажів — Ноббі і Нарлін, близнюків-нарвалів.
4 квітня 2020 року Вінсент Воллер, виконавчий продюсер «Губки Боба», не виключив, що через пандемію COVID-19 прем'єра мультсеріалу може бути перенесена з липня на пізніший термін, оскільки анімаційна студія Індії, яка робить анімацію для спін-офу, не може працювати.
12 травня 2020 року в рамках попередньої презентації «ViacomCBS» були представлені кілька зображень, тісно пов'язаних зі спін-оффм. Дизайн персонажів у спін-офі «схожий, але не сильно» з дизайном у сценах флешбека фільму «Губка Боб: Втеча Губки».
30 липня 2020 року було оголошено про те, що американська прем'єра спін-офу перенесена на початок 2021 року на стримінговій платформі «CBS All Access» (зараз — «Paramount+»). Пізніше, тизер спін-офу був показаний під час матчу NFL на «Nickelodeon» 10 січня 2021 року. 28 січня 2021 року було оголошено, що прем'єра перших шести епізодів спінофу, поряд з мультфільмом «Губка Боб: Втеча Губки», відбудеться 4 березня 2021 року.

## Озвучування та дубляж
| Персонаж                   | Актор в оригіналі                                                    | Актор в українському дубляжі | Перша поява              |
| Головні персонажі          | Головні персонажі                                                    | Головні персонажі            | Головні персонажі        |
| -------------------------- | -------------------------------------------------------------------- | ---------------------------- | ------------------------ |
| Губка Боб Квадратні Штани  | Том Кенні                                                            | Павло Скороходько            | «The Jellyfish Kid»      |
| Ґері Равлик                | Том Кенні                                                            | Юрій Кудрявець               | «Camper Gary»            |
| Патрік Зірка               | Білл Фегербаккі                                                      | Максим Кондратюк             | «The Jellyfish Kid»      |
| Сквідвард Щупальці         | Роджер Бумпас                                                        | Андрій Альохін               | «The Jellyfish Kid»      |
| Юджин Крабс                | Кленсі Браун                                                         | Михайло Кришталь             | «The Jellyfish Kid»      |
| Перл Крабс                 | Лорі Алан                                                            |                              | «The Jellyfish Kid»      |
| Сенді Чикс                 | Керолін Лоуренс                                                      | Катерина Брайковська         | «The Jellyfish Kid»      |
| Місіс Пафф                 | Мері Джо Кетлет                                                      | Лідія Муращенко              | «The Jellyfish Kid»      |
| Шелдон Планктон            | Дуг Лоуренс                                                          | Андрій Альохін               | «The Jellyfish Kid»      |
| Карен Планктон             | Джил Теллі                                                           | Аліса Гур'єва                | «Kitchen Sponge»         |
| Другорядні персонажі       |                                                                      |                              |                          |
| Нарлін Нарвал              | Кейт Хіггінс                                                         | Юлія Перенчук                | «Sugar Queeze»           |
| Ноббі Нарвал               | Карлос Алазракі                                                      | Євген Локтіонов              | «Sugar Queeze»           |
| Леррі Лобстер              | Дуг Лоуренс                                                          | Роман Чорний                 | «The Jellyfish Kid»      |
| Виконавці початкової пісні | Діти: Девін Джонсон Сара Пакстон Кемрін Воллінг Губка Боб: Том Кенні |                              | «The Jellyfish Kid»      |
| Бабл Бас                   | Ді Бредлі Бейкер                                                     | Михайло Тишин                | «The Jellyfish Kid»      |
| Перч Перкінс               | Ді Бредлі Бейкер                                                     | Євген Локтіонов              | «The Jellyfish Kid»      |
| Леді Аптерн                | Сирена Ірвін                                                         | Олена Узлюк                  | «The Jellyfish Kid»      |
| Кідферату                  | Олександр Варт                                                       |                              | «A Cabin of Curiosities» |
| Кевін Огірок               | Ді Бредлі Бейкер                                                     |                              | «The Jellyfish Kid»      |
| Крейґ Котик                | Ді Бредлі Бейкер                                                     | Роман Чорний                 | «The Jellyfish Kid»      |